# Datong
Datong (Cinese: 大同, pinyin: Dàtóng) è una città della provincia dello Shanxi in Cina. La sua popolazione stimata è di 3.318.057 di abitanti (Censimento del 2010).

## Storia
La città fu fondata durante la Dinastia Han, intorno al 200 a.C. Per la sua posizione, posta in mezzo a due rami della grande muraglia cinese, Datong fu un posto chiave per frenare le invasioni dei popoli barbari procedenti dal Nord. Ad ogni modo, la città cadde proprio per mano di uno di questi popoli nell'anno 386, i Tuoba o Tabgach, che fondarono la dinastía Wei del Nord. La città fu la capitale di questa dinastia fino al 495. Il ruolo di città di frontiera gli fu dato nuovamente da Gengis Khan, che la conquistò nel anno 1211.
La dinastia Wei costruì vicino alla città delle grotte destinate al culto buddhista. Le 53 grotte di Yungang Shiku (云岗石窟 yún gǎng shí kù）si costruirono fra il 460 e il 525 e contengono più di 50.000 sculture, che hanno fatto della città una nota meta turistica.

## Geografia antropica

### Suddivisioni amministrative
- Distretto di Pingcheng
- Distretto di Yungang
- Distretto di Xinrong
- Distretto di Yunzhou
- Contea di Yanggao
- Contea di Tianzhen
- Contea di Guangling
- Contea di Lingqiu
- Contea di Hunyuan
- Contea di Zuoyun

## Amministrazione

### Gemellaggi
- Bury
- Ōmuta